# Шамплен, Самюэль де
Самюэ́ль де Шампле́н (фр. Samuel de Champlain; 3 июля 1567 — 25 декабря 1635) — французский путешественник и гидрограф, получивший в 1601 году титул «королевского географа», основатель и губернатор первых французских поселений в Канаде (Квебек).

## Биография

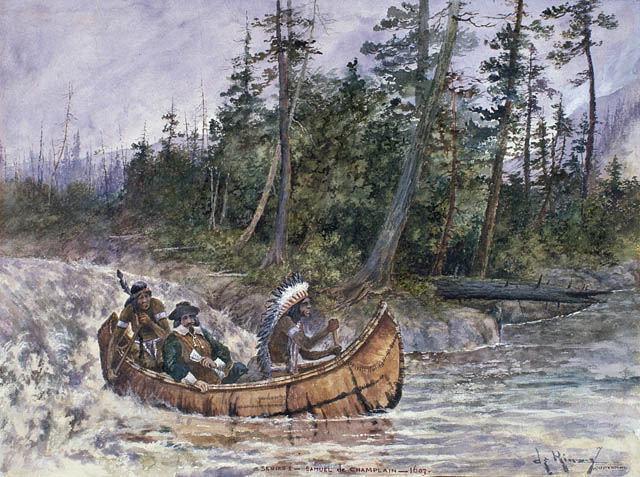
Шамплен, спускающийся по реке на каноэ. Худ. Жан Анри де Ринци (1897)

Самюэль де Шамплен в 1603 году спустился по реке Святого Лаврентия. В 1604—1606 годах совершил несколько плаваний вдоль атлантического побережья Северной Америки. Первым из европейцев ступил на остров Нантакет.
В 1608 году высадился в устье реки Св. Лаврентия и основал город Квебек, которому было суждено стать столицей Новой Франции. В следующем году открыл озёра Шамплейн и Джордж (не дав им названий) и горную цепь Адирондак, также завязав союзные отношения с алгонкинами.

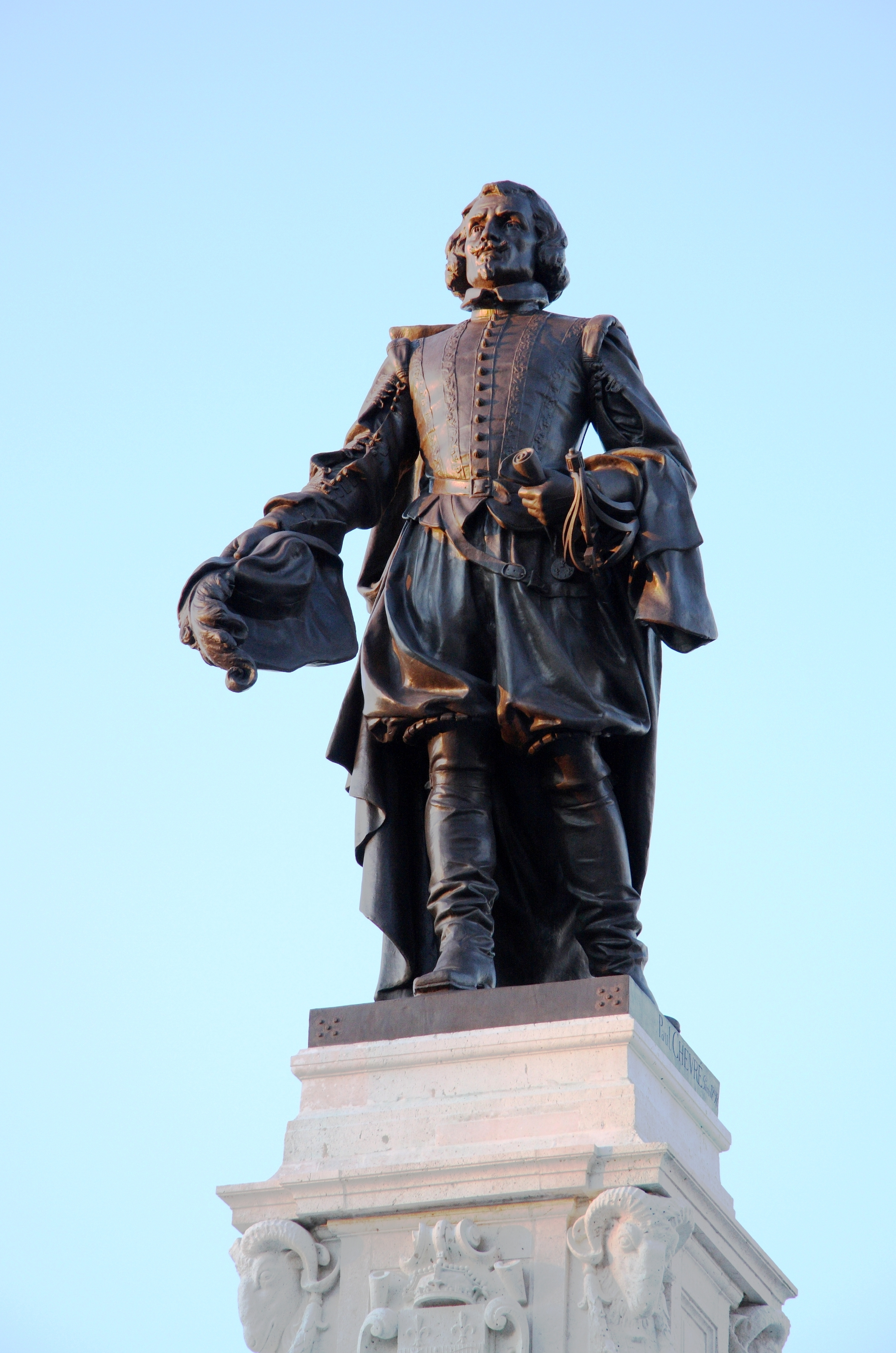
Памятник Шамплену в Квебеке

В 1609—1615 годах Шамплен пытался обнаружить водные пути, ведущие из Квебека к Тихому океану. В 1616 году первым приплыл из Атлантики в озеро Гурон и заключил союз с индейским племенем гуронов.
В 1633 году был назначен губернатором Новой Франции — будущей Канады.
Он описал свои путешествия в сочинениях: «Des sauvages» (1603); «Voyages et découvertes en la Nouvelle France» (1619—1627); «Voyages de la Nouvelle France» (1632). Они выдержали множество изданий и впервые познакомили европейцев с территорией нынешней Канады.
Прижизненных портретов Шамплена не сохранилось; все его многочисленные изображения — плод фантазии художников последующих поколений. В Оттаве и некоторых других городах ему установлены памятники. Также в честь него назван ряд мостов.

## Смерть и погребение
В октябре 1635 года Шамплен перенес тяжелый инсульт и умер 25 декабря, не оставив ближайших наследников. Согласно записям иезуитов, он умер под присмотром своего друга и духовника Шарля Лаллемана.
Хотя согласно завещанию (составленному 17 ноября 1635 года) большая часть его французского имущества досталась его жене Элен Булле, он сделал значительные завещания католическим миссиям и частным лицам в колонии Квебек. Однако Мари Камарет, двоюродная сестра по материнской линии, оспорила завещание в Париже и добилась его отмены. Точно неизвестно, что стало с его наследством.
Самюэль де Шамплен был временно похоронен в церкви, пока в верхней части города была построена отдельная часовня для хранения его останков. К сожалению, это небольшое здание, как и многие другие, было уничтожено сильным пожаром в 1640 году. Хотя оно было немедленно восстановлено, от него не осталось и следа: точное место его захоронения до сих пор неизвестно, несмотря на многочисленные исследования, проводившиеся примерно с 1850 года, включая несколько археологических раскопок в городе. Существует общее мнение, что прежнее место часовни Шамплена и его останки должны находиться где-то рядом с собором Нотр-Дам де Квебек.
Поиск останков Шамплейна является ключевой сюжетной линией в романе писательницы Луизы Пенни 2010 года «Хороните своих мертвецов».